# 你的歌
《你的歌》（君のうた/Kimi no uta）是嵐的第56枚單曲。於2018年10月24日發行。唱片公司為J Storm。

## 解說
- 與前作《夏疾風》相隔3個月發行。
- 主打歌是成員相葉雅紀主演、朝日電視台週五深夜劇場《我與尾巴與神樂坂》的主題曲。
- 有初回限定盤、通常盤2種版本。

## 收錄曲

### 通常盤
1. 你的歌（君のうた）
（作詞:ASIL 作曲：:多田慎也, A.K.Janeway 編曲：佐佐木博史）
朝日電視台週五深夜劇場《我與尾巴與神樂坂》的主題曲。
2. Sky Again（Sky Again）
（作詞：Goro.T 作曲、編曲：Erik Lidbom）
日本航空《Fly for it!》的廣告曲。
3. Fake it（Fake it）
（作詞：HIKARI 作曲：Kevin Charge, HIKARI 編曲：Kevin Charge）
4. Count on me（Count on me）
（作詞：Funk Uchino 作曲：Erik Lidbom, Saori Tsuchiya 編曲：石塚知生）
5. 你的歌（Original Karaoke）
6. Sky Again（Original Karaoke）
7. Fake it（Original Karaoke）
8. Count on me（Original Karaoke）
曲終後為極密談話環節。

### 初回限定盤

#### CD
1. 你的歌
2. White On White（White On White）
（作詞：IROCO-STAR 作曲、編曲：Josef Melin）
3. White On White（Original Karaoke）

#### DVD
1. 你的歌（PV+製作花絮）